# Chionomys
Chionomys (Miller, 1905) è un genere di roditori della famiglia dei Cricetidi comunemente noti come arvicole delle nevi.

## Descrizione

### Dimensioni
Al genere Chionomys appartengono roditori di piccole dimensioni, con lunghezza della testa e del corpo tra 90 e 156 mm, la lunghezza della coda tra 50 e 108 mm e un peso fino a 78 g.

### Caratteristiche craniche e dentarie
Il cranio è largo è appiattito. I molari sono privi di radici.
Sono caratterizzati dalla seguente formula dentaria:

### Aspetto
L'aspetto è tipico delle arvicole. Il colore generale del corpo varia dal grigio chiaro al marrone scuro. Gli occhi sono piccoli, Le orecchie sono di dimensioni variabili, ricoperte di peli e con un ciuffo situato davanti al meato uditivo. Le zampe sono allungate, particolarmente quelle posteriori. Le piante sono prive di peli e forniti di grossi cuscinetti. Il pollice è ridotto e munito di un artiglio appiattito. La coda è lunga circa la metà della testa e del corpo ed è cosparsa di corte setole.

## Distribuzione
Il genere è diffuso nelle regioni montagnose dell'Ecozona paleartica, dall'Europa occidentale fino al Caucaso.

## Tassonomia
Il genere comprende 3 specie.
- Chionomys gud
- Chionomys nivalis
- Chionomys roberti